# مزوآندمیک
مالاریا در منطقه‌ای مزوآندمیک می‌باشد که میزان بزرگی طحال در کودکان ۲ تا ۹ ساله همیشه بین ۱۱ تا ۵۰٪ می‌باشد.